# Theodore Roosevelt, Rough Rider
Theodore Roosevelt, Rough Rider est une statue équestre honorant Theodore Roosevelt comme chef du régiment de cavalerie Rough Riders qui a combattu pendant la guerre hispano-américaine.
Œuvre de Alexander Phimister Proctor (en), la sculpture était située dans le parc des South Park Blocks (en) de Portland en Oregon.
La statue équestre a été achevée en 1922. Elle a été renversée par des manifestants lors de la Journée de la colère des peuples autochtones le 11 octobre 2020, avec la statue voisine d'Abraham Lincoln.